# ぴえん

Noto Color Emojiの「ぴえん」

ぴえんは、泣いているさまを表す擬態語。また、目を潤ませた絵文字の呼称。泣き声の「ぴえーん」を省略し、SNS上やメールなどのやり取りで「（涙）」の意味でより汎用性の高い言葉として使われる。

## 概要
擬態語としての「ぴえん」は悲しい時にも嬉しい時にも使用され、深刻さは伴わない。目を潤ませた絵文字（Pleading Face〈訴えかける顔〉、🥺）とともに用いられることが多い（#絵文字）。強調表現として「ぱおん」「ぴえんヶ丘どすこい之助」などが挙げられる（#発展）。
泣いている様子を現す擬態語は古くから複数存在するが、漫画のように絵で感情の起伏を表現するコンテンツにおいては、泣きわめく様子を文字で表現するために「びえーん」などの表現が工夫されてきた。また、赤ちゃんが泣く擬態語として、かつてから「ぴいぴい」と言う言葉が存在している。ニッセイ基礎研究所・生活研究部研究員の廣瀨涼は、「ぴ」という音を用いて泣く様子を現すことで幼児性を表現することができるという土壌は少なからずマンガなどのコンテンツを嗜好する人々の中に存在し、「ぴえん」も「びえーん」に幼児性を表現する「ぴ」の音を宛てがった派生だと考察している。ITジャーナリストの井上トシユキは、「ぴえん」「ぱおん」共に、単語の先頭がかわいらしく聞こえる半濁音になっていることから、「うわん」「びえん」よりも「小泣き感」が強いと分析している。ライターの沼澤典史は文脈によって「悲しい」「うれしい」など、意味が多岐にわたる「ぴえん」を「卍（まんじ）」や「ヤバい」、古語の「おかし」と類似すると指摘する。

## 絵文字
| Unicode | Unicodeでの名称         | 絵文字 | Noto（旧） | Noto（新） | Twitter |
| ------- | ----------------------- | ------ | ---------- | ---------- | ------- |
| U+1F97A | FACE WITH PLEADING EYES | 🥺     |            |            |         |

擬態語としての「ぴえん」は目を潤ませた絵文字（Pleading Face〈訴えかける顔〉、🥺）とともに用いられることが多い。AppleのiOSでは2018年10月のバージョン12 .1で追加された。

## 流行
2018年11月頃から女子中高生の間で使用されるようになり、男女問わず幅広い世代に浸透した。2019年にはAMFの「JC・JK流行語大賞2019」コトバ部門の1位、Twin Planetの「2019年ギャル流行語大賞」の2位、2020年にはInstagramメディア「Petrel（ペトレル）」の「2020年上半期インスタ流行語大賞」流行語部門の1位に選ばれた。言葉が生まれた経緯は不明だが、女性アイドルグループ・虹のコンキスタドールに所属していた片岡未優が名付け親を自称している他、インターネット関連サービス・Yahoo!の分析によると、2018年8月頃に埼玉県で検索され始めたという調べがある。
絵文字の使用についての流行は日本国内に限るもののようであり、Twitter Japanが2020年の世界絵文字デーに公開した「世界の利用者がTwitter上で多く使った絵文字上位10位」にはPleading Faceの絵文字はランクインしていない。
2020年3月、玩具メーカーのいきもんがおもちゃ等を指定商品に「ぴえん」のテキストの商標を特許庁に出願したが、商標法3条1項6号（需要者が何人かの業務に係る商品又は役務であることを認識することができない商標）として拒絶理由通知書が出ている。同年10月には、アパレル会社のブランチ・アウトが被服等を指定商品に「🥺」の絵文字と「ぴえん」のテキストの商標を出願している。アパレル会社の出願については、11月17日に特許情報プラットフォームで公開されると、SNS上で多くの懐疑的な意見が集まり、弁理士の栗原潔は玩具メーカーの出願と同様の結果になる可能性が高いとの見解を示している。
2020年11月30日、「ぴえん」は「三省堂 辞書を編む人が選ぶ『今年の新語2020』」で大賞に選出された。語釈としては「小声で泣きまねをするときの言葉」「困ったり、思い通りにならなかったりして、ちょっと悲しい気分であることをあらわす言葉」などと説明され、例文として「電車に間に合わない、ぴえん」と紹介された。三省堂の公式サイトでは、『新明解国語辞典』編集部・『三省堂国語辞典』飯間浩明・『三省堂現代新国語辞典』小野正弘・『大辞林』編集部によって語釈が紹介されている。品詞は感動詞に分類され、三省堂現代新国語辞典でのみ副詞にも分類されている。12月3日の日経クロステックの記事でITライターの鈴木朋子は「今や定着した感さえある」としている。
2021年にZ総研が発表した「Z世代が選ぶ2021上半期トレンドランキング」でも「ぴえん」は前年の1位からはランクダウンしつつも3位にランクインしている。ITmediaの記事では、「三省堂 辞書を編む人が選ぶ『今年の新語2020』」で大賞に選出されていることを踏まえて、「ぴえん」について「一般に馴染んでいる言葉と言える」と評価している。2021年のTBSラジオ「TALK ABOUT」では、韓国の若者の流行語「힝(ヒン)」が「ぴえん」の韓国版として紹介された。

### 発展
ぴえんの強調表現として、YouTuberのまあたその発信によって流行した、より悲しみの度合いが強い言葉としての「ぱおん」という表現も生じ、「2020年上半期インスタ流行語大賞」流行語部門の4位にランクインしている。「ぴえん」と組み合わせた関連用語の「ぴえんこえてぱおん」は「JC・JK流行語大賞2020上半期」コトバ部門で5位にランクインした。更なる進化系として、TikTokerのけんちょす（高橋憲太）によって「ぴえんヶ丘どすこい之助」という表現も生み出され、こちらは「JC・JK流行語大賞2020」コトバ部門で3位にランクインした。

## 派生事項
PIEN -ぴえん-
「ぴえん」の顔文字に人体が生えたような怪人が襲ってくるホラーゲーム。2020年6月18日にフリーゲームとして公開された。作者はただすめん。「『ぴえん』のうた」が知られるきっかけのひとつになった。

ぴえんアイ
目元（涙袋）にラメを乗せ、「ぴえん」のように潤んだような瞳を演出するメイク法。NMB48の吉田朱里が自身のYouTubeチャンネルで紹介し、話題になった。
ぴえん系
「ぴえん」はファッションや行動様式、発言も包括したステレオタイプのイメージとして定着している。ライターの佐々木チワワは歌舞伎町のTOHOシネマズ横のストリート、通称「トー横」にたむろしている若者たち（トー横キッズ）の姿を追った書籍、『「ぴえん」という病 SNS世代の消費と承認』でこの用語を用いている。佐々木によれば、「ぴえん系女子」は「地雷系メークで、ストロング系アルコールをストローで飲みながら、『推ししか勝たん』と言っている女子」。
漫画『明日、私は誰かのカノジョ』の登場人物、「ゆあてゃ」の影響で、歌舞伎町に「ぴえん系」が大量発生したとされる。
「ぴえん」のうた
素性が謎に包まれたアーティスト・針スピ子の楽曲。 2020年2月21日にYouTubeチャンネル「◯◯のうた／Maru Maru no Uta」で公開され、インターネット上で口コミで広がった。絵文字を背景に童謡風な曲調で「ぴえん」と繰り返す曲は中毒性の高さから話題になり、Spotifyの「バイラルトップ50（日本）」では6月25日から7月1日集計分で5位、7月9日から15日集計分で最高位3位にランクインした。動画投稿アプリTikTokでは、楽曲を使った動画投稿が2020年9月24日時点で7万6000件を超える。2021年5月末時点で、YouTubeでは748万回以上視聴されている。ショートバージョンは著作権フリーで公開されている。